# Cerro Chaxas
El cerro Chaxas es un complejo de domos de lava en la región de Antofagasta, en el norte de Chile. Se encuentra al nororiente de San Pedro de Atacama, próximo al paso fronterizo Portezuelo de Chaxas. 
El cerro Chaxas ha sido la fuente de la ignimbrita Chaxas de 1,09 ± 0,56 millones de años en la Cordillera de los Andes. La ignimbrita se aleja de los domos y es parcialmente más joven que la ignimbrita Puripicar. El domo tiene un diámetro de 5 kilómetros (3,1 millas) y llena el área de ventilación de la ignimbrita. El cercano volcán Licancabur está construido sobre esta ignimbrita. Algunas piezas de cerámica incaica se derivan de la arcilla de esta ignimbrita.